# Montereau-Fault-Yonne
Montereau-Fault-Yonne é uma comuna francesa localizada na região administrativa da Île-de-France, no departamento Sena e Marne. A comuna possui 18 339 habitantes segundo o censo de 2014.